# Пролетарский (Гороховецкий район)
Пролетарский — посёлок в Гороховецком районе Владимирской области России, административный центр Денисовского сельского поселения.

## География
Посёлок расположен в 27 км на юго-запад от Гороховца, железнодорожная станция Денисово на линии Ковров — Нижний Новгород.
Ближайшая река Шумарь находится в 4 км от посёлка, местность преимущественно лесистая, со множеством полей.

## История
Возник в начале XX века как посёлок при железнодорожной станции Денисово, входил в состав Ждановской волости Вязниковского уезда. В 1914 году в посёлке была открыта льноткацкая фабрика Н. М. Матвеева.
В годы Советской власти посёлку было присвоено наименование Пролетарский. Посёлок являлся центром Денисовского сельсовета Вязниковского района, с 1965 года — в составе Гороховецкого района, в посёлке размещалась центральная усадьба совхоза «Денисово». В 1981 году было открыто новое здание средней школы, перенесённой из деревни Денисово.

## Население
| 1926 | 2002  | 2010  | 2021  |
| ---- | ----- | ----- | ----- |
| 194  | ↗1477 | ↘1261 | ↘1183 |

## Инфраструктура
В посёлке имеются Денисовская средняя общеобразовательная школа, Денисовский сельский дом культуры, Денисовская врачебная амбулатория, отделение почтовой связи, участковый пункт полиции.

## Экономика
В посёлке расположено ОАО «Денисовский завод» (производство проволоки с покрытиями драгоценными металлами, изделий из неё и металлизированных нитей «метанит»).
Так же в посёлке находится животноводческий колхоз ОАО «Денисово»